# Паулінью Каскавел
Пауло Роберто Бачинелло (порт. Paulo Roberto Bacinello), відомий переважно як Паулінью Каскавел (порт. Paulinho Cascavel, нар. 29 вересня 1959, Каскавел) — бразильський футболіст, що грав на позиції нападника. Прізвисько своє отримав від міста в Бразилії, в якому футболіст народився та розпочав свою футбольну кар'єру.
Відомий насамперед за виступами за португальські футбольні клуби «Порту», «Віторія» (Гімарайнш) та «Спортінг»; а також своїми бомбардирськими здобутками у єврокубках — два роки поспіль звання найкращого бомбардира європейських футбольних турнірів: Кубку УЄФА у сезоні 1986–1987 та Кубку володарів кубків у сезоні 1987–1988, і двічі поспіль у цих же сезонах звання найкращого бомбардира чемпіонату Португалії. У Бразилії футболіст також володів титулом чемпіона Бразилії 1984 року, а також переможця Ліги Каріока у тому ж 1984 році, і двократного переможця першості штату Санта-Катаріна. Вважається найкращим футболістом за всю історію команди «Віторія».

## Ігрова кар'єра
У дорослому футболі дебютував 1977 року виступами за команду клубу із свого рідного міста «Каскавел», що грала у першості штату Парана, у якій нападник провів три сезони.
Далі Паулінью Каскавел у 1980 році отримав запрошення від клубу «Крісіума», який виступав у першості сусіднього штату Санта-Катаріна, а після успішних виступів за новий клуб за рік отримав запрошення від тогочасного лідера Ліги Катаріненсе — футбольного клубу «Жоїнвіль». Із цим клубом Каскавел двічі поспіль вигравав першість штату, та став одним із найкращих бомбардирів клубу. У 1983 році перспективний нападник отримав запрошення від одного із лідерів бразильського клубного футболу — «Флуміненсе», з яким виграв спочатку чемпіонат штату Ріо-де-Жанейро, а пізніше багатоступеневу загальнобразильську першість.
Успішна гра нападника привернула увагу португальських клубів, до складу яких бразильські футболісти переходили охоче у зв'язку з відсутністю мовного бар'єру. Вибір гравця випав на один із грандів португальського футболу — «Порту», до складу якого Паулінью Каскавел приєднався з початку сезону 1984—1985 років. Але за клуб з Порту бразильський нападник зіграв за сезон лише 1 матч першості і 1 матч Кубку Португалії, і незважаючи на перемогу нового клубу в першості Португалії, футболіст покидає стан чемпіонів країни, не витримавши конкуренції з іншими нападниками клубу.
У 1985 року Паулінью Каскавел уклав контракт з клубом «Віторія» (Гімарайнш), який переважно грав роль середняка португальської першості. У першому сезоні новий клуб нападника зайняв 4 місце у першості Португалії і здобув путівку до Кубку УЄФА, а Каскавел став другим бомбардиром першості з 25 забитими м'ячами, випередивши знаного бомбардира Фернандо Гоміша, якому програв місце в основному складі «Порту». У наступному сезоні «Віторія» виграла бронзові медалі португальської першості, а Каскавел уперше став найкращим бомбардиром чемпіонату з 22 забитими м'ячами. У Кубку УЄФА португальський клуб дійшов до чвертьфіналу, де поступився менхенгладбахській «Боруссії», а Каскавел з 5 забитими м'ячами став найкращим бомбардиром турніру разом із голландцями Петером Гаутманом та Вімом Кіфтом і фінном Ярі Рантаненом.
У 1987 році Каскавел уклав контракт із значно фінансово спроможнішим лісабонським «Спортінгом». У першому своєму сезоні у столичному клубі Каскавел знову став найкращим бомбардиром португальської першості із 23 забитими м'ячами, а іменитий клуб зайняв лише четверте місце у першості. «Спортінг» у цьому сезоні виступав ще й Кубку володарів кубків, у якому клуб дійшов до чвертьфіналу, а Каскавел знову став найкращим бомбардиром турніру, відзначившись 6 разів у воротах суперників. Але далі справи у клубу, та і футболіста пішли не так успішно, у наступному сезоні клуб зайняв знову лише 4 місце у першості, а Каскавел відзначився лише 11 разів у першості. Щоправда, у наступному сезоні «Спортінг» піднявся знову на третю сходинку в першості, але Каскавел уже не був твердим гравцем основи, та зіграв за клуб усього 9 матчів, у яких відзначився лише тричі.
У зв'язку з конфліктом між футболістом та президентом «Спортінга» Каскавел у 1990 році перейшов до складу клубу «Жил Вісенте», де і завершив професійну ігрову кар'єру в 1991 році.

## Особисте життя
Син Паулінью Каскавела, Гільєрме, який узяв собі прізвисько батька, також є професійним футболістом, і так як і батько, виступає на позиції нападника. Гільєрме Каскавел народився у Португалії, і виступав переважно за клуби місцевого другого дивізіону.

## Титули і досягнення

### Командні
- Чемпіон Бразилії (1):

«Флуміненсе»: 1984
- Переможець Ліги Катаріненсе (2):

«Жоїнвіль»: 1982,1983
- Переможець Ліги Каріока (1):

«Флуміненсе»: 1984
- Чемпіон Португалії (1):

«Порту»: 1984—1985
- Володар Суперкубка Португалії (2):

«Порту»: 1985
«Спортінг»: 1987

### Особисті
Найкращий бомбардир Чемпіонату Португалії з футболу 1986—87, 1987—88
Найкращий бомбардир розіграшу Кубка УЄФА: 1986-87 (5 м'ячів, разом із Ярі Рантаненом, Вімом Кіфтом, Петером Гаутманом)
Найкращий бомбардир розіграшу Кубка Кубків УЄФА 1987-88 (6 м'ячів)